# المواقف السياسية للحزب الديمقراطي
يعتمد برنامج الحزب الديمقراطي للولايات المتحدة عمومًا على الليبرالية والتقدمية الأمريكيتين، خلافًا للنهج المحافظ للحزب الجمهوري. يضمّ الحزب الوسطيين والليبراليين والتقدميين، بالإضافة إلى وجود مزيدٍ من الحركاتٍ اليسارية أو الاشتراكية.
سعت سياسات البرامج الديمقراطية السابقة إلى حماية البرامج الاجتماعية ونقابات العمال وحماية المستهلك ونُظم السلامة في مكان العمل وتكافؤ الفرص والمساواة العرقية وإقرار الأنظمة بهدف مكافحة التلوّث البيئي. يدعم الديمقراطيون حقوق الإجهاض ومجتمع الميم، ويميلون إلى دعم طريقة أسهل تساعد المهاجرين غير الشرعيين في الحصول على الجنسية. يميل الديمقراطيون إلى الاتفاق مع الإجماع العلمي حول التغيّر المناخي، ودعم سياسات الطاقة النظيفة وتجارة الانبعاثات. في ما يتعلّق في السياسة الخارجية، يفضّل الديمقراطيون عادةً اتباع نهجٍ متعدّد الأطراف.

## المواقف الاقتصادية
يُعدّ تكافؤ الفرص الاقتصادية وشبكة الأمان الاجتماعي الأساسية التي توفّرها دولة الرفاهية والنقابات العمالية القويّة من الناحية التاريخية جوهر السياسة الاقتصادية للحزب الديمقراطي. يتبع الحزب اقتصادًا مختلطًا، وإن كان ذلك من خلال مزيدٍ من التدخّل الحكومي والتنظيم في الاقتصاد. يدعم الديمقراطيون عمومًا نظامًا ضريبيًا تصاعديًّا، ومستوىً أعلى من الحدّ الأدنى للأجور والضمان الاجتماعي والرعاية الصحية الشاملة والتعليم العام والإسكان العام. كما أنها تدعم تطوير البنية التحتية وبرامج العمالة التي ترعاها الحكومة في محاولة لتحقيق التنمية الاقتصادية وتوفير فرص العمل، بالإضافة إلى تشجيع القطاع الخاص على خلق فرص عمل. ومع ذلك، منذ تسعينيات القرن العشرين، أيّد الحزب أحيانًا الإصلاحات الاقتصادية الوسطية، التي قلّصت من حجم الحكومة وخفّضت أنظمة السوق. رفض الحزب على نحوٍ مستمر اقتصاديات الاقتصاد الحر، وشجّع بدلاً من ذلك اقتصاد السوق الاجتماعي لضمان وجود سوقٍ حرّة حقيقية وتكافؤ للفرص.

### السياسة المالية
يدعم الديمقراطيون هيكلًا ضريبيًا أكثر تصاعدية لتوفير المزيد من الخدمات والحدّ من عدم المساواة الاقتصادية من خلال ضمان أن الأميركيين الأثرياء يدفعون أعلى مستوى من الضرائب. كما أنهم يدعمون المزيد من الإنفاق الحكومي على الخدمات الاجتماعية بينما يؤيّدون إنفاق مبالغ أقل على الجيش. ويعارضون خفض الخدمات الاجتماعية، كبرامج الضمان الاجتماعي، وكذلك الرعاية الطبية (ميديكير)، والمساعدات الطبية (ميديكيد)، والعديد من برامج الرعاية الاجتماعية الأخرى، اعتقادًا منهم بأن خفضها يضرّ بالكفاءة والعدالة الاجتماعية. يعتقد الديمقراطيون أن فوائد الخدمات الاجتماعية، من الناحيتين النقدية وغير النقدية، تكمن في كونها قوّة عاملة أكثر إنتاجية وكون فوائدها أكبر من أي فوائد يمكن الحصول عليها من ضرائب منخفضة، لا سيما على أصحاب الأجور الأعلى، أو التخفيضات على الخدمات الاجتماعية. علاوةً على ذلك، يرى الديمقراطيون أن الخدمات الاجتماعية ضرورية لتوفير الحرية الإيجابية (أي الحرية المستمدّة من الفرص الاقتصادية). استأنف مجلس النوّاب بقيادة الديمقراطيين قاعدة ميزانية دفع الاستحقاقات أولًا بأول (PAYGO) مبكرًا في اجتماع الكونغرس رقم 110.

### الحد الأدنى للأجور
يفضّل الديمقراطيون رفع الحدّ الأدنى للأجور ويعتقدون أن لجميع الأميركيين الحق في الحصول على أجرٍ عادل. يطالبون بحدّ أدنى يُقدّر بـ 15.00 دولار في الساعة للأجور الوطنية ويعتقدون أنه ينبغي تعديل الحدّ الأدنى للأجور بانتظام. كان قانون الحد الأدنى للأجور لعام 2007 عنصرًا مبكرًا في جدول أعمال الحزب خلال اجتماع الكونغرس رقم 110. في عام 2006، دعم الديمقراطيون ست مبادرات اقتراع للدولة لزيادة الحدّ الأدنى للأجور؛ وجرى تصديق جميع المبادرات الست.

### الرعاية الصحية

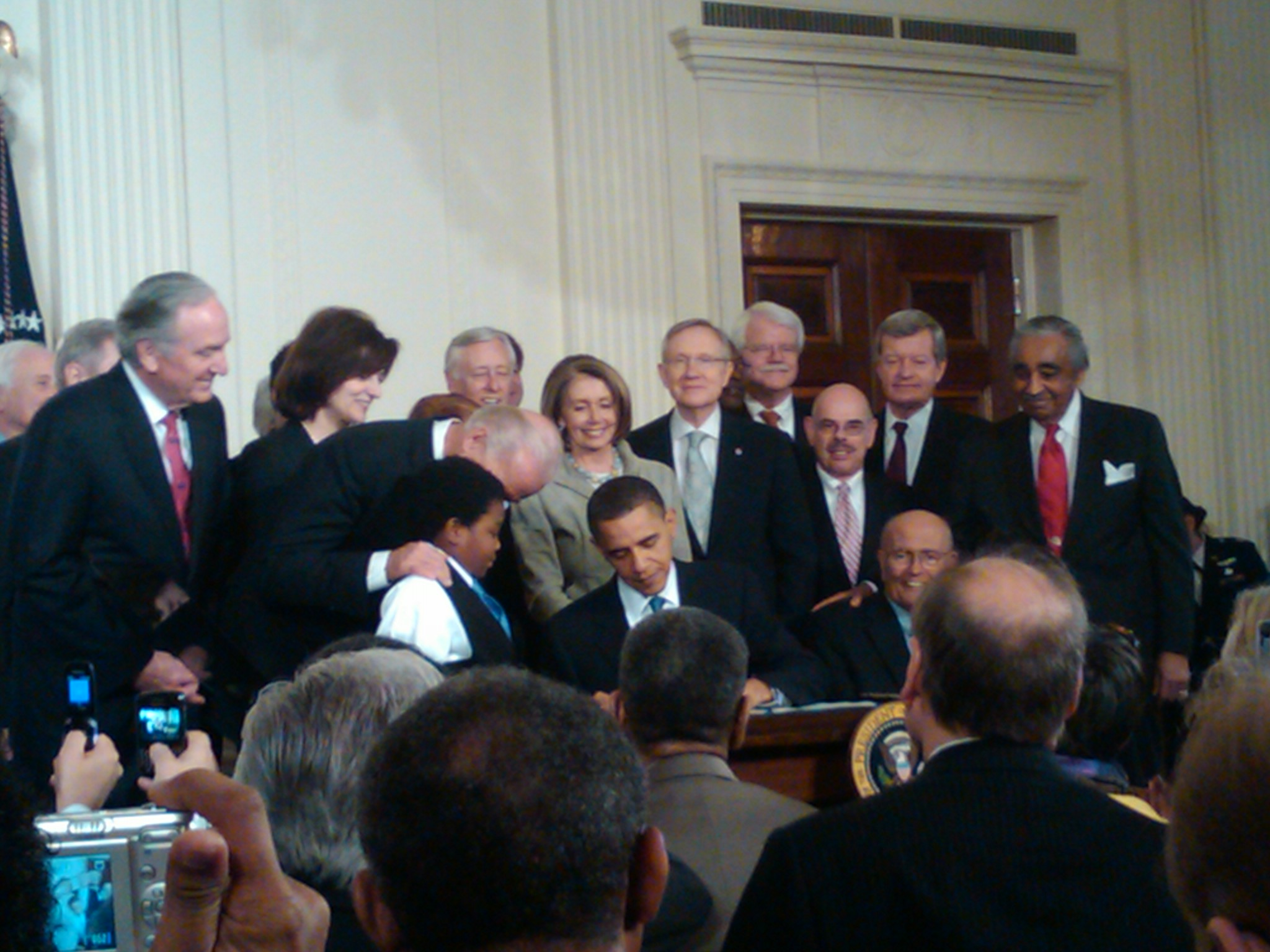
الرئيس السابق باراك أوباما يوقع على قانون الرعاية الصحية الأمريكي في البيت الأبيض في 23 مارس 2010.

يدعو الديموقراطيون إلى «رعايةٍ صحية معقولة التكلفة ذات جودة عالية»، ويدافع الكثيرون عن توسيع نطاق التدخل الحكومي في هذا المجال. إنّهم يفضّلون التحرّك صوب تحقيق الرعاية الصحية الشاملة في مجموعة متنوعة من الأشكال لمعالجة ارتفاع تكاليف التأمين الصحي الحديث. دعا السياسيون الديموقراطيون مثل النائبين جون كونيرز وجون دينغل الابن لبرنامج الرعاية الصحية أحادية الدافع أو الرعاية الطبية للجميع. تبنّى الديمقراطيون التقدميون الأمريكيون (PDA)، وهي مجموعة تعمل داخل الحزب الديمقراطي، الرعاية الصحية الشاملة أحادية الدافع واعتبروها واحدةً من أهداف سياستهم الأساسية. يعدّ قانون الرعاية الصحية الأمريكي «أوباما كير»، الذي وقّعه الرئيس باراك أوباما ليصبح قانونًا في 23 مارس 2010، أحد أهمّ الدوافع لتحقيق الرعاية الصحية الشاملة على أرض الواقع. اعتبارًا من أبريل 2014، شملت الرعاية الصحية أكثر من 10 ملايين أمريكي منذ إطلاق قانون الرعاية الصحية الأمريكي.

### التعليم
يُفضّل الديمقراطيون تحسين التعليم العام من خلال رفع معايير المدارس وإصلاح برنامج هيد ستارت. كما أنهم يدعمون مرحلة الحضانة الشاملة وتوسيع نطاق الوصول إلى التعليم الابتدائي (بعض الديمقراطيين الذين يدعمون ذلك من خلال المدارس المستقلّة). يطالبون بتخفيضٍ حاد لديون قروض الطلاب ودعم الإصلاحات لتقليص رسوم التعليم. وشملت الإصلاحات الأخرى المقترحة ترسيخ التعليم ما قبل المدرسي الشامل على مستوى البلاد، والجامعة المجانية أو المنخفضة الرسوم، وإصلاحات الاختبارات القياسية. هدف الديمقراطيين على المدى الطويل هو الحصول على تعليمٍ جامعي منخفض التكلفة ومموّلٍ من القطاع العام برسوم دراسية منخفضة (كما هو الحال في كندا والكثير من دول أوروبا)، ويجب أن يُتاح التعليم الجامعي لكل طالب أمريكي مؤهّل. وكحلٍ بديل، يشجّع الديمقراطيون على توسيع نطاق إمكانية الحصول على التعليم بعد الثانوي عن طريق زيادة التمويل الحكومي للمساعدات المالية للطلاب مثل مِنح بيل والخصومات الضريبية على التعليم الجامعي.
يميل الديمقراطيون إلى دعم مبادرة المعايير الحكومية للأساس المشترك ومعارضة اختيار المدرسة.

### البِيئة
يعتقد الديمقراطيون أن الحكومة يجب أن تحمي البيئة وأن يكون لديها تاريخٌ حافل في حماية البيئة. في السنوات الأخيرة، تجلّى هذا الموقف من خلال توليد الطاقة البديلة كأساس لتعزيز الاقتصاد والأمن القومي وتحقيق مكاسب بيئية عامّة.
كما يحبّذ الحزب الديمقراطي توسيع الأراضي المحميّة، ويشجّع المساحات المكشوفة والسفر عبر السكك الحديدية لتخفيف ازدحام الطرق السريعة والمطارات وتحسين الاقتصاد ونوعية الهواء؛ «يؤمنون أن المجتمعات والمصالح البيئية والحكومة يجب أن تتضافر جهودهما معًا لحماية الموارد مع ضمان حيوية الاقتصاديات المحلية. وسرعان ما اعتقد الأمريكيون بأن عليهم الاختيار بين الاقتصاد والبيئة. وهم يعلمون الآن أن هذا خيارٌ خاطئ».
إن أهمّ ما يشغل الحزب الديمقراطي على الصعيد البيئي هو التغيّر المناخي. ضغط الديمقراطيون، وكان من أبرزهم نائب الرئيس السابق آل جور، من أجل سنّ قانون صارم للحدّ من انبعاث الغازات الدفيئة. في 15 أكتوبر 2007، حاز آل جور على جائزة نوبل للسلام للجهود التي بذلها لتعزيز قدرٍ أكبر من المعرفة حول التغيّر المناخي الذي يتسبّب فيه الإنسان ووضع الأسس للتدابير اللازمة لمواجهة هذه التغيّرات مؤكدًا أن «أزمة المناخ ليست قضيةً سياسية، بل هي تحدٍّ أخلاقي وروحي للبشرية جمعاء». وجدت دراسة أجراها مركز التقدّم الأمريكي لصندوق نكران التغيّر المناخي في الكونغرس الأمريكي عام 2017 أن 180 عضوًا ينكرون التفسير العلمي للتغيّر المناخي، جميعهم جمهوريون، وأنه لا يوجد أعضاء ديمقراطيون في الكونغرس ينكرون علانيةً التغيّر المناخي.